# Историја рудара угља
Историја рудара угља је веома богата и прожета различитим догађајима који су имали великог утицаја на индустријски свет. Рудари угља су постали све значајнији током индустријске револуције када је угаљ у великој мери спаљиван како би се напајали стационарни и локомотивни мотори и загравале зграде. Захваљујући стратешкој улози угља као примарном гориву, рудари угља од тада снажно учествују у радним и политичким покретима. Крајем 19. века, рудари угља у многим земљама су били честа присутност у индустријским споровима и са управом и са владом. Политика рудара угља, иако сложена, повремено је била радикална, са честим нагињањем крајње левим политичким ставовима. Бројни крајње леви политички покрети имали су подршку и рудара угља и њихових синдиката, посебно у Великој Британији. У Француској, с друге стране, рудари угља су били много конзервативнији.

## Радикализам
Од средине 19. века надаље, рудари угља су често градили јаке везе са организованим радничким покретом, а понекад и са радикалним политичким покретима. Рудари угља били су међу првим групама индустријских радника који су се колективно организовали у заштити радних и социјалних услова у својим заједницама. Почевши од 19. века, па све до 20. Савез рудара угља постао је моћан у многим земљама, рудари су постали вође левих или социјалистичких покрета (као у Британији, Пољској, Јапану, Канади, Чилеу и (у тридесетима) у САД. )  Историчари извештавају да су „Од 1880-их до краја двадесетог века рудари угља широм света постали један од најмилијативнијих сегмената радне класе у индустријализованом свету. " 
Статистички подаци показују да су од 1889. до 1921. године британски рудари нападали између 2 и 3 пута чешће од било које друге групе радника. Нека изолована поља угља имала су дугу традицију милитантности и насиља; они у Шкотској били су посебно подложни штрајку. Рудари угља формирали су језгро политичког левог крила Лабуристичке партије и Британске комунистичке партије .
У Немачкој су рудари угља показали своју милитантност великим штрајковима 1889, 1905 и 1912. Међутим, у политичком смислу Немачки рудари су били на средини пута и нису нарочито радикални. Један од разлога је било стварање различитих синдиката - социјалистичких, либералних, радикалних и пољских - који су ретко сарађивали.
У Британској Колумбији у Канади, рудари угља су били „независни, жилави и поносни“ и постали су „међу најрадикалнијим и најмилијативнијим радницима у изузетно поларизованој провинцији“. Они су били срж социјалистичког покрета; њихови штрајкови су били чести, дуги и горки.
У Чилеу 1930-их и 40-их, рудари су подржавали Комунистичку партију као део савеза више класе који је победио у председништву 1938, 1942 и 1946. Дугорочни политички добици били су илузорни, јер је велики штрајк 1947. године војска потиснула по налогу председника који су рудари изабрали.
У источној Европи, рудари угља су били најполитизованији елемент у друштву након 1945. Они су били главна група за подршку Комунистичких влада и добијали су велике субвенције. Пољски рудари су такође били критични поборници антикомунистичког покрета солидарности осамдесетих.

### Пре 1900.
Иако се неко дубоко копање догодило већ у касном Тудорском периоду на североистоку и отприлике у време Стјуарта дуж обале Ферт ов Форта, копање дубоких осовина у Британији почело се интензивно развијати у касном 18. веку, брза експанзија током 19. и почетком 20. века када је индустрија дошла до врхунца. Положај налазишта угља помогао је да се постигне напредак у Ланкаширу, Јоркширу и јужном Велсу; јоркширске јаме које су снабдевале Шефилд биле су дубоке само око 300 ft (91 m). Нортамберланд и Дараму су били водећи произвођачи угља и били су места првих јама. У већем делу Британије угљен је обрађиван из висећих рудника или је скинут када је испливао на површину. Мале групе рудара са скраћеним радним временом користиле су лопате и примитивну опрему.
Након што је 1790. производња порасла, достигла је 16 милиона тона до 1815. године. До 1830. ово се попело на преко 30 милиона тона  Рудари, мање притискивани од стране увезене радне снаге или машина него што су то били текстилни радници, почели су да формирају синдикате и боре се за контролу против власника угља и краљевских закупаца. У Јужном Велсу рудари су показали висок степен солидарности. Живели су у изолованим селима где су рудари чинили велику већину радника. Био је висок ниво једнакости у животном стилу; у комбинацији са еванђеоским религиозним стилом заснованим на методизму то је довело до идеологије једнакости. Формирали су "заједницу солидарности" - под вођством Федерације рудара . Синдикат је прво подржао Либералну странку, а затим и после лабуриста 1918, са неким комунистичким партијским активизмом.

### 20. век
Као и снабдевање енергијом, угаљ је постао веома политичко питање, због услова под којима су радили бродови. Њихова доминација у удаљенијим селима снажно је повећала политичке и индустријске власнике. Већи део „старе левице “ британске политике може следити њено порекло до подручја за експлоатацију угља, а главни синдикат је Рударска федерација Велике Британије, основана 1888. МФГБ (MFGB ) је 1908. године преузео 600.000 чланова. (МФГБ је касније постао централизованија Национална унија рудара ( National Union of Mineworkers) ).
Национални штрајк око угља из 1912 године био је први национални штрајк рудара угља у Британији. Његов главни циљ је осигурање минималне зараде. Након што је милион мушкараца напустило за 37 дана, влада је интервенисала и окончала штрајк доношењем закона о минималним платама. То је узроковало многе проблеме са бродовима због недостатка горива.

### 1920-45
Укупна производња угља у Британији је опадала од 1914. године.
- Пад цена угља услед поновног уласка Немачке 1925. године на међународно тржиште угља извозом „бесплатног угља“ у Француску и Италију као део репарације за Први светски рат.
- Поновним увођењем златног стандарда 1925. британска фунта учинила је превише јаким да би се ефективни извоз могао извршити из Британије, а такође (због економских процеса који су укључени у одржавање снажне валуте) подигао каматне стопе, наштетивши свим предузећима.
- Власници рудника желели су да нормализују профит чак и за време економске нестабилности, што је често имало облик смањења плата за рударе у њиховом запослењу. Заједно са изгледом дужег радног времена, индустрија је била бачена у неред.
- Плата рудара пала је са 6 на 3,9 фунти у размаку од седам година.

Власници рудника најавили су намеру да смање плату рудара. МФГБ је одбио услове: "Ни пенија од плате, ни минут на дан." ТУК јеодговорио на ову вест обећавши да ће подржати рударе у њиховом спору. Конзервативна влада под Стенлијем Болдвином одлучила је да интервенише, изјавивши да ће обезбедити деветомесечну субвенцију за одржавање плата рудара и да ће Краљевска комисија под председавањем Сер Херберта Самуела (Sir Herbert Samuel )проучити проблеме рударске индустрије.
Та је одлука постала позната као "Црвени петак", јер је виђена као победа за радничку солидарност и социјализам. У пракси, субвенција је дала власницима рудника и влади времена да се припреме за велики радни спор. Херберт Смитх (Herbert Smith ) (лидер Рударске федерације) рекао је о овом догађају: "Не морамо да славимо о победи. То је само примирје. "
Самуелова комисија ( Samuel Commission ) објавила је извештај 10. марта 1926. године препоручујући да се у будућности требају размотрити национални споразуми, национализација ауторских права и свеобухватна реорганизација и побољшања за рударску индустрију. Такође је препоручила смањење за 13,5% плата рудара заједно са повлачењем државне субвенције. Две недеље касније, премијер је најавио да ће влада прихватити извештај под условом да то ураде и друге странке. Претходна краљевска комисија, Санкијева комисија ( Sankey Commission) 1919, није успела да постигне споразум, саставивши четири различита извештаја са предлозима у распону од потпуне обнове приватног власништва и контроле, до потпуне национализације. Дејвид Лојд Џорџ, тадашњи премијер, понудио је реорганизацију, што су рудари одбили.
Након извештаја Самуелове комисије, власници рудника су изјавили да ће, након казне затварања од 1. маја, рудари морати да прихвате нове услове запошљавања који укључују продужење радног дана и смањење плата између 10% и 25%, зависно од различитих фактора. Федерација рудара Велике Британије (МФГБ) одбила је смањење плата и регионалне преговоре.
Општи штрајк Уједињеног Краљевства 1926. био је генерални штрајк који је трајао девет дана, од 4. маја 1926. до 13. маја 1926. године. Сазвао га је Конгрес трговинске уније(Trades Union Congress) (ТУЦ) у неуспешном покушају да примора британску владу да предузме мере за смањење плата и погоршање услова за 800 000 рудара угља који су затворени. Отприлике 1,7 милиона радника отишло је, посебно у транспорту и тешкој индустрији. Влада је била припремила и ангажовала волонтере средње класе за одржавање основних услуга. Било је мало насиља и ТУЦ је одустао од пораза. Рудари нису ништа добили. Дугорочно гледано, мали је утицај на синдикалну активност или индустријске односе.
Рудари су одржавали отпор неколико месеци пре него што су их сопствене економске потребе присиле да се врате у руднике. Крајем новембра већина рудара се вратила на посао. Међутим, многи су остали без посла дуги низ година. Они који су били запослени били су приморани да прихватају дуже сате, ниже плате и окружне платне договоре. Штрајкачи су се осећали као да нису постигли ништа. Утицај на британску индустрију копања угља био је дубок. Крајем 1930-их, запосленост у рударству је опала за више од једне трећине од врхунца од 1,2 милиона рудара, али продуктивност се смањила са испод 200 тона произведених по рудару на преко 300 тона избијањем 1939. Другог светског рата.

### Од 1945.
Све руднике угља у Британији купила је влада 1947 и ставила под контролу Националног одбора за угаљ(National Coal Board) (НЦБ). Индустрија је у сталном паду упркос протестима попут штрајка британских рудара (1984—1985)(UK miners' strike) . Током 1980-их и 1990-их година дошло је до великих промена у индустрији угља, с приватизацијом, индустријом која се уговара, у неким областима прилично драстично. Многе јаме су сматране неекономичним  да раде по тадашњим стопама плата у поређењу са јефтином нафтом и гасом из North Северног мора, и у поређењу са нивоима субвенција у Европи.
НЦБ је запошљавала преко 700.000 људи 1950. и 634.000 1960. године, али сукцесивне владе смањиле су величину индустрије затварајући јаме са географским оштећењима или с ниском продуктивношћу. Затварања су првобитно била концентрисана у Шкотској (Scotland), али су се онда преселила у североисточну енглеску, Ланкашири Јужни Велс током 1970-их. Затварање на свим пољима угља почело је 1980-их, јер је потражња за британским угљем ослабљена великим субвенцијама које су друге европске владе давале својим индустријама угља (Западна Немачка је субвенционисала угаљ четири пута више, а Француска три пута више него 1984) и расположивост нижих трошкова, често површинског угља, који се вади у Аустралији, Колумбији, Пољској и Сједињеним Државама.
НЦБ је имала три главна национална удара. Штрајкови из 1972. и 1974. били су преплаћени и оба су доживела успех за Националну унију рудара(National Union of Mineworkers.). Штрајк рудара 1984–1985 завршио се победом конзервативне владе Маргарет Тачер и још увек је огорчен у неким деловима Британије који су патили од затварања јама. У популарној култури то се одражава на Мјузиклу Билија Елиота), хит комада заснованог на филму из 2000. године Билија Елиота.
British Coal (ново име за национални одбор за угаљ) приватизован је продајом великог броја јама приватним бригама средином 1990-их. Због исцрпљених шавова и високих цена рударска индустрија је готово у потпуности нестала, упркос милитантним протестима неких рудара.
У 2008. години, Долина Јужног Велса(South Wales Valleys) затворила је последњи рудник дубоких јама са губитком 120 радних места. Угаљ је био исцрпљен. Британски рудници угља су током 2013. запошљавали само 4.000 радника на 30 локација, вадећи 13 милиона тона угља.

## Западна Европа

### Белгија
Белгија је преузела водећу улогу у индустријској револуцији на континенту и започела је велике операције ископавања угља 1820-их употребом британских метода. Индустријализација се десила у Валонији (Wallonia )(француски говорни јужни део Белгије), почев од средине 1820-их, а посебно после 1830. Доступност јефтиног угља био је главни фактор који је привукао предузетнике. У подручјима за вађење угља око Лијежа и Шарлроа изграђена су бројна дела која обухватају коксне пећи, као и млинови за ломљење и ваљање. Водећи предузетник био је досељени Енглез Џон Кокерил (John Cockerill). Његове фабрике у Серену интегрирале су све фазе производње, од инжењеринга до испоруке сировина, већ 1825. до 1830. када је гвож ђе постало важно белгијска индустрија угља је одавно успостављена и користила је парне моторе за пумпање. Угаљ се продавао локалним млиновима и жељезницама, као и Француској и Пруској.

### Немачка
Први важни Немачки рудници појавили су се 1750-их, у долинама река Рухр, Инде и Вурм где су угљенијски шавови извирили и хоризонтално ископавање је било могуће. Након 1815. предузетници у Белгији покренули су индустријску револуцију на континенту отварањем рудника и придружених топионица гвожђа. У Немачкој (Пруској) 1830-их су се отворила поља поља Рур. Железнице су изграђене око 1850. године и развијали су се бројни мали индустријски центри, усредсређени на железаре, користећи локални угаљ. Просечна производња рудника 1850. године била је око 8.500 кратких тона; њено запошљавање око 64. До 1900. године просечна производња рудника порасла је на 280.000, а запосленост на око 1.400. Рудари у немачким областима били су подељени по националности (са Немцима и Пољацима), по религији (протестанти и католици) и по политици (социјалистичкој, либералној и комунистичкој). Мобилност у рударским камповима и изван њих у оближњим индустријским областима била је велика. Рудари су се поделили у неколико синдиката, са припадношћу политичкој странци. Као резултат тога, социјалистичка унија (повезана са Социјалдемократском партијом) такмичила се с католичким и комунистичким синдикатима до 1933. године, када су их нацисти преузели. Након 1945. социјалисти су изашли на видјело.

### Низоземска
До средине 19. века вађење угља у Холандији било је ограничено на директно окружење Керкраде(erkradd.) Употреба парних мотора омогућила је експлоатацију дубљих лежишта угља према западу. До 1800 рударски радници били су организовани у малим предузећима која су експлоатисала шав. У двадесетом веку рударске компаније су постале велике. Римокатоличка црква активно се ангажовала преко Хенрика Андреаса Поелса у стварању римокатоличког синдиката рудара, како би спречила растући утицај социјализма. Почевши од 1965. године, демонтиране су руднике угља, које је покренуо министар социјалдемократа Јоп ден Ул и уз активну подршку вође синдиката католика Франса Дохмена. Последњи рудник угља затворен је 1974. године, што је довело до велике незапослености у региону.

### Француска
Француски рудари су се споро организовали. Када су се организовали, избегавали су штрајкове, ако је могуће. Они су уложили своју веру у националну владу да побољшају своју партију посебним законима и пазили су да буду умерени. Рударске организације биле су растргане унутрашњим тешкоћама, али све су биле непријатељски настројене штрајковима. 1830-их су се догодили штрајкови, али их синдикати нису спонзорисали; радије су то биле спонтане жалбе против јединства власника. Зелдин каже: "Рудари су очито гледали уназад, носталгично чезнувши за данима малих не-механизованих рудника, којима управљају не удаљени инжењери, већ вође банди, изабрани од самих људи."  Пропали штрајк 1869. године поткопао је једну нову унију. Руководство Уније инсистирало је на најбољој политици да се постепено побољшају лобирањем за национално законодавство. До 1897. године постојали су бројни веома мали независни рударски савези који су заједно чинили само мали део рудара. Када су се отворили нови рудници на северу и Пас-де-Калеу, руководство је прешло у њихове синдикате, који су такође водили умерену политику.

## Америка

### Ископавање угља у 19. веку
Рудари у логорима угља су често зависи од фирминих продавница која рудари су морали да користе јер су често плаћени само у компанији скрип или скрип угља, откупљиве у продавници, што често терети веће цене у односу на друге продавнице. Многе куће рудара такође су биле у власништву рудника. Иако су постојали градови компанија који су подизали цене свих роба и избацивали сталну претњу, ови услови нису били норма за све градове са угљем - неки су власници били патерналистички, а други експлоатативни.

#### Социјална структура
Угаљ се обично копа у забаченим пределима, често планинским. Рудари су живели у сировом смештају које су компаније обезбедиле по ниским ценама и куповали у продавницама предузећа. Било је мало погодности и неколико алтернативних индустрија поред железница и салона. Рудници антрацита у Пенсилванији били су у власништву великих железница, а њима управљали бирократи. Сцрантон је био у средишту. Рудници битумена били су у локалном власништву. Социјални систем се вршио не толико на окупацији (готово сви становници били су радници плавих огрлица са сличним примањима) већ на етничкој припадности. Велшки и енглески рудари су имали највећи престиж и најбоље послове, а следе Ирци. На нижем су статусу били недавни имигранти из Италије и Источне Европе; недавни доласци с Аппалахијских брда били су нижег статуса. Етничке групе би се држале заједно, ријетко се мијешајући. Црнци су понекад довођени као пробијачи штрајка. Мало је било машинки осим пруге. Пре него што је почела механизација око 1910. године, рудари су се ослањали на грубу силу, секире, ручне бушилице и динамит како би разбили грудице угља у зиду и бацили их у колица која су вукла у мазге и која су га вукла до станице за вагање и железничких аутомобила. Култура је била веома мушкобањаста, снагом, вирилитетом и физичком храброшћу која је била веома поштована. Бокс је био омиљени спорт. Могућности за жене биле су строго ограничене, све док текстилне компаније након 1900. нису почеле отварати мале фабрике у већим градовима угља како би запошљавале жене. Религија је била веома поштована, јер је свака група била жестоко одана својој деноминацији. Школовање је било ограничено. Жеља дечака била је да пронађу посао помажући се око рудника све док нису довољно стари да раде у подземљу као "прави" рудари.
Сегундо, Колорадо(Segundo, Colorado) је био град компаније у којој је компанија за угљен ЦФ&И(CF&I) смештала своје раднике. Понудила је адекватно становање и подстакла мобилност према горе кроз спонзорство ИМЦА центра, основне школе и неких малих предузећа, као и продавнице предузећа . Међутим, загађење ваздуха је било константна претња здрављу; кућама је недостајало затвореног водовода. Како је потражња за металуршким коксом опадала, рудник је отпуштао раднике, а становништво Сегундоа је опадало. Након великог пожара 1929. године, ЦФ&И напустили су град и Сегундо је постао практично град духова.

#### Продавница компаније
Продавница предузећа била је типична за изолираније крајеве. Компанија је била у власништву компаније и продавала је ограничени спектар хране, одеће и потрепштина за свакодневне потребе запосленима у компанији. То је типично за град компаније у удаљеном подручју где је готово једна запослена у једној фирми, попут рудника угља. У граду компаније, стан је у власништву компаније, али тамо могу бити и самосталне продавнице или у близини. Продавнице компанија суочавају се са мало или уопште нема конкуренције, па цене нису конкурентне. Продавница обично прихвата "скрипте" или безготовинске бонове које је издала компанија пре недељних новчаних уплата и даје запосленима кредит пре плате.
Фишбенк открива да: " Продавница компаније једна је од најомраженијих и најнеразумеванијих економских институција. У песми, народности и синдикалној реторики, продавница компаније често је играна као зликовац, сакупљач душа кроз сталну дуговање. Надимци, попут "сруши ме" и више опсцених верзија које се не могу појавити у породичним новинама, изгледа да указују на експлоатацију. Ставови се преносе у научну литературу, која наглашава да је продаваоница компаније била монопол. " 
Продавнице су служиле бројне функције, попут места владине поште и као културног и друштвеног центра у којем су се људи могли слободно окупљати. Продавнице компанија постале су оскудне након што су рудари купили аутомобиле и могли да путују у низ продавница.

#### Сигурност и здравље у рудницима
Бити рудар у 19. веку значило је дуге сате непрекидног рада у мрачним рудницима са ниским плафонима. Несреће су биле честе. Млади дечаци су коришћени изван рудника за разврставање угља из стена; нису им смели под земљом до 18 година.
Дисање угљене прашине проузроковало је црна плућа, за које је мало рудара знало да ће имати на њиховим телима.

### Просперитет 1897-1919
Уједињени рударски радници(nited Mine WorkersУМВА) освојили су велику победу у штрајку 1897. рудари меког угља ( битуминозни угаљ) на Средњем западу, победивши у значајним повећањима плата и нарастајући са 10.000 на 115.000 чланова. УАВ се суочио са много жешћим противљењем концентрације власништва у малом антрацитном региону. Власници, под контролом великих железница, одбили су да се састану или арбитрирају са синдикатом; унија је погодила септембар 1900, а резултати су изненадили чак и унију, пошто су рудари различитих националности одлазили у знак подршке.
У штрајку угља из 1902.( Coal Strike of 1902) УМВ је циљао на поља антрацитног угља(nthracite coal ) у источној Пенсилванији. Рудари су штрајковали тражећи веће плате, краће радне дане и признање свог синдиката. Штрајк је пријетио прекидом снабдијевања зимским горивом у свим већим градовима (куће и станови гријани су антрацитним или „тврдим“ угљем, јер је имао већу топлотну вриједност и мање дима од „меког“ или битуминозног угља). Председник Теодор Рузвелт (Theodore Roosevelt )укључио се и основао комисију за утврђивање чињеница која је штрајк суспендовала. Штрајк се никада није наставио, јер су рудари примали више плата за мање сати; власници су добили вишу цену угља и нису признали синдикат као преговарачки агент. Била је то прва радна епизода у којој је савезна влада интервенисала као неутрални арбитар.
Између 1898. и 1908. плаће рудара угља, како у битуменском тако и антрацитном округу, удвостручиле су се. Пословни лидери, предвођени Националном грађанском федерацијом( National Civic Federation), и политички лидери попут Марка Хане(Mark Hanna), сарађивали су са синдикатом рудара под повољним условима. Наш напомиње да су оператери угља увидели да је то предност да подрже синдикалну политику јединствених стопа плата, јер су спречили смањену конкуренцију и пад цена. УМВ је ограничила склоност рудара да штрајкују дивљим мачкама.
УМВ је под својим новим младим вођом Јохном Л. Левисом( John L. Lewis) започео штрајк за 1. новембар 1919.( strike for November 1, 1919) на свим меким (битуминозним) пољима угља. Они су пристали на споразум о платама који ће трајати до краја Првог светског рата и сада су покушали да прикупе део зарада у ратним временима своје индустрије. Савезна влада позвала се на ратну меру која је учинила злочин ометање производње или транспорта потрепштина. Занемарујући судски налог, 400.000 радника из угља је изашло. Оператори угља су играли радикалну карту рекавши да су Лењин и Троцки наредили штрајк и финансирали га, а део штампе је поновио тај језик.
Левис, суочен с кривичном пријавом и осетљив на пропагандну кампању, повукао је свој штрајк позив. Левис није у потпуности контролисао УАВ напуштен УАВ и многи мештани су игнорисали његов позив. Како се штрајк увукао у своју трећу седмицу, залихе главног горива у држави су се смањивале и јавност је позвала на све снажније владине акције. Коначни договор постигнут је након пет недеља, с тим да су рудари добили повећање од 14%, далеко мање него што су желели.
УМВ је ослабљена унутрашњим фракционализмом током 1920-их и изгубила је чланове. Нафта је замијенила угљен као главни извор енергије у земљи, а индустрија је била угрожена. Број рудара угља у целој земљи опао је са врхунца од 694.000 у 1919. на 602.000 1929, а нагло је опао на 454.000 у 1939. и 170.000 у 1959.

## Канада
Између 1917. и 1926. градови угља од рта Бретон(Cape Breton) променили су се из компанија компаније у радна места, што је одраз промене у локалној равнотежи снага. Главни синдикат, Удружени рудари Нове Шкотске( Amalgamated Mine Workers of Nova Scotia), основан је 1917. године и добио је признање синдиката, повећање плата и осмочасовни рад . Синдикат је мобилисао своје гласаче и преузео контролу над градским одборима. Они су изазвали угљене компаније због употребе полиције компаније и процене пореза. Најдраматичнија промена био је успех градског већа у ограничавању овлашћења полиције компаније, која је често служила као специјални, неплаћени градски полицајци. Градска већа су такође интервенисала у сукобе 1920-их, помажући рударима против смањења плата Бритиш Емпире Стил Корпоратион.
Амалгаматирани су постали вођени комунистима 1930-их и промовисали су војску, екстремну демократију и радикални отпор предузећима који захтевају смањење плата. За време Другог светског рата, након што је 1941. године на Немачку напала Совјетски Савез, унија је преко ноћи постала интензивна присталица ратних напора и максималног износа угља. Међутим, рудари из челних људи су, пре свега, били заинтересовани да поврате изгубљени приход и почели су да успоравају компаније како би приморали веће плате. Када су плате повећавале, производња је падала како се повећавао изостанак, а млађи мушкарци одлазили због боље плаћених фабричких послова, а преостали мушкарци су се одупирали било каквом убрзавању. Синдикални лидери нису били у стању да контролишу незадовољну и милитантну радну снагу, јер су се рудари борили и против компаније и против сопствених лидера синдиката.
Политичко јединство и радикализам рудара угља традиционално се објашњава изолацијом хомогене масе радника у условима економске и културне депривације. Међутим, локалне студије у Новој Шкотској(Nova Scotia) показују да је механизација рудника дала рударима значајну контролу над подземним операцијама. Поред тога, сарадња у раду омогућила је рударима да створе блиска пријатељства. За разлику од другог угљеног поља, где су рудари углавном неквалификовани, власници су могли лако заменити мушкарце и поткопати синдикате.
Жене су играле важну, иако тиху улогу, у подршци синдикалном покрету у градовима угља у Новој Шкотској, Канади(Nova Scotia, Canada)током немирних 1920-их и 1930-их. Никада нису радили за руднике, али су пружали психолошку подршку посебно током штрајкова кад пакети нису стизали. Били су породични финансијери и охрабривали су друге супруге које би иначе могле наговорити људе да прихвате услове компаније. Женске радне лиге организовале су разне друштвене, образовне и функције прикупљања средстава. Жене су се такође насилно сукобљавале са „шкарама“, полицајцима и војницима. Морали су да стрпе долар за храну и покажу инвентивност у одећи својих породица.

## Катастрофе
Рударство је одувек било опасно због експлозија метана, кровних шпиља и тешкоћа у спасавању мина. Најгора појединачна катастрофа у историји ископавања британског угља догодила се у Сегенхејду(enghenydd ) на пољу угља Јужни Велс . Ујутру 14. октобра 1913. у експлозији и следећем пожару погинуло је 436 мушкараца и дечака. Уследила је серија многих опсежних рударских несрећа,(Mining accidents) попутОакс експлозије(The Oaks explosion ) из 1866. године и Хартли Колиери катастрофе(Hartley Colliery Disaster) из 1862. године. Већина експлозија била је изазвана паљењем ватре, а затим експлозијом угљене прашине. Смрти су углавном биле изазване тровањем угљен-моноксидом или асфиксијом.
Катастрофа рудника Куриерс( Courrières mine disaster), најгора рударска несрећа у Европи, проузроковала је смрт 1.099 рудара у Северној Француској, 10. марта 1906. Ова катастрофа је надмашена једино несрећомБенхику Колиери( Benxihu Colliery) у Кини 26. априла 1942, у којој је погинуло 1.549 рудара.
Као и катастрофе које директно погађају мине, било је и катастрофа које се могу приписати утицају минирања на околне пејзаже и заједнице. Катастрофа у Аберфану(Aberfan disaster) која је уништила школу у Јужном Велсу може се директно приписати паду гомиле рушевина из прошлости града у коларству.
Жртве су песме често биле меморисане. На пример, најмање 11 народних песама компоновано је о катастрофама 1956. и 1958. у Спрингхилу, Нова Шкотска( Springhill, Nova Scotia), у којима је учествовало 301 рудара (113 је погинуло, а 188 је спашено).

### Британија
- Ископавање угља у Великој Британији(Coal mining in the United Kingdom)
- Генерални штрајк Велике Британије 1926(United Kingdom general strike)
- Рударска федерација Јужног Велса(outh Wales Miners' Federation)
- Национална Унија рудара (Белика Британија)(National Union of Mineworkers (Great Britain))
- Рударска федерација Мидланд државе
- Нортумберланд рудерска асоцијација (Northumberland Miners' Association), (Томас Аштон (синдикалиста)(Thomas Ashton (trade unionist)

### Чехословачка
- Избори рудника у Првој Чехословачкој (ine workers council elections in the First Czechoslovak Republic)

### Индија
- Списак синдиката на пољима Сингарени(List of trade unions in the Singareni coal fields)

### Сједињене Државе и Канада
- Канадски савез радника рудника (Canadian Mineworkers Union)
- Штрајк угља Капе Бретон 1981, Канада(Cape Breton coal strike of 1981, Canada)
- Џон Л. Луис, Амерички лидер 1920-60(John L. Lewis, American leader 1920-60)
- Уједињени радници рудника, америчка унија(nited Mine Workers, U.S. union)
- Мери Харис Џонес (Мотхер Џонес), вођа рада(Mary Harris Jones, (Mother Jones), Labor leader)
- Ископавање угља у Плимуту, Пенсилванија (oal mining in Plymouth, Pennsylvania)

### Британија
- Arnot, Robert Page (1949). The Miners: a History of the Miners' Federation of Great Britain, 1889–1910. London: Allen and Unwin.
- Арнот, РП Рудари: године борбе: историја Рударске федерације Велике Британије од 1910. године надаље . 1953.
- Арнот, РП Рудари: у кризи и рату: историја Рударске федерације Велике Британије од 1930. па надаље . 1961
- Арнот, Роберт Паге. Рудари Јужног Велса, Гловир де Цимру: историја рударске федерације Јужног Велса (1914–1926) . Цардифф : Цимриц Федератион Press, 1975.
- Arnot, Robert Page (1949). The Miners; One Union, One Industry: a History of the National Union of Mineworkers, 1939–46. London: Allen and Unwin.
- Асхвортх, Виллиам и Марк Пегг. Историја британске индустрије угља: свезак 5: 1946-1982: Национализована индустрија (1986)
- Баррон, Хестер. Искључивање рудара из 1926. године: Значења заједнице на Дурхам Цоалфиелд-у (2010)
- Баилиес, Царолин. Историја руда Иорксхире, 1881-1918 Роутледге (1993).
- Бенсон, Јохн. Британски рудари угља у деветнаестом веку: друштвена историја  на The Questia Online Library. 1980. Архивирано из оригинала 15. 01. 2011. г. Приступљено 11. 05. 2020..
- Цоллс, Роберт Камени са северног угљеног поља: дело, култура и протест, 1790-1850 . 1987
- Деннис, Н. Угаљ је наш живот: анализа рударске заједнице у Јоркширу . 1956
- Gildart, Keith (јул 2011). „The Women and Men of 1926: A Gender and Social History of the General Strike and Miners' Lockout in South Wales”. Journal of British Studies. 50 (3): 758—759. doi:10.1086/659820.
- Gildart, Keith (септембар 2007). „The Miners' Lockout in 1926 in the Cumberland Coalfield”. Northern History. 44 (2): 169—192. doi:10.1179/174587007X208308.
- Дрон, Роберт В. Економија вађења угља (1928).
- Фино, Б. Питање угља: Политичка економија и промене у индустрији од деведесетог века до данас (1990).
- Финес, Р. Рудари Нортхумберланда и Дурхам-а: историја њиховог друштвеног и политичког напретка . 1873, преписано 1985. Онлајн у Опен Либрари.
- Галловаи, Роберт Л. Историја вађења угља у Великој Британији (1882) Онлајн у Опен Либрари.
- Хатцхер, Јохн и др. Историја британске индустрије угља (5 вол. Oxford University Press, 1984–87); 3000 страница научне историје
  - Јохн Хатцхер: Историја британске индустрије угља: свезак 1: Пре 1700: ка еру угља (1993).
  - Мицхаел В. Флинн и Давид Стокер. Историја британске индустрије угља: свезак 2. 1700-1830: Индустријска револуција (1984).
  - Рои Цхурцх, Алан Халл и Јохн Канефски. Историја британске индустрије угља: Свезак 3: Викторијанско превладавање
  - Барри Суппле. Историја британске индустрије угља: свезак 4: 1913-1946: одломак и потрага за текстом о економској политици пада (1988)
  - Виллиам Асхвортх и Марк Пегг. Историја британске индустрије угља: свезак 5: 1946-1982: Национализована индустрија (1986)
- Хеинеманн, Маргот. Британски угаљ: Студија рударске кризе (1944).
- Јаффе, Јамес Алан. Борба за тржишну снагу: Индустријски односи у британској индустрији угља, 1800-1840 (2003).
- Орвелл, Георге . "Довн тхе Мине" ( Пут ка Вигенском помолу, поглавље 2, 1937) цео текст
- Waller, Robert (1983). The Dukeries Transformed: A history of the development of the Dukeries coal field after 1920. Oxford University Press. ISBN 978-0-19-821896-8.
- Велбоурне, Р. Рударски савез Нортхумберланда и Дурхама . 1923. Онлајн у Опен Либрари.
- Звеиг, Ф. Мушкарци у јама . 1948

### Америка
- Azzarelli, Margo L.; Marnie Azzarelli (2016). Labor Unrest in Scranton. Arcadia Publishing. ISBN 9781625856814.
- Aurand, Harold W (2003). Coalcracker Culture: Work and Values in Pennsylvania Anthracite, 1835–1935..
- Baratz, Morton S. (1955). The Union and the Coal Industry. Yale University Press.
- Бернстеин, Ирвинг. Леан Иеарс: Историја америчког радника 1920-1933 (1966), најбоље покривање ере
- Бернстеин, Ирвинг. Турбулентне године: Историја америчког радника, 1933-1941 (1970), најбоље покривање ере
- Democratic Miners: Work and Labor Relations in the Anthracite Coal Industry, 1875–1925. Albany: SUNY Press. 1994.
- Управа за руднике угља, САД, Министарство унутрашњих послова. Медицинско истраживање индустрије битуменских угља A Medical Survey of the Bituminous-Coal Industry by United States Department of the Interior. Архивирано из оригинала 13. 01. 2011. г. Приступљено 11. 05. 2020..
- Цорбин, Давид Алан Живот, рад и побуна на пољима угља: Рудари југозападне Вирџиније, 1880-1922 (1981)
- Дик, Кеитх. Шта треба урадити Рудар угља? Механизација експлоатације угља (1988), промене у индустрији угља пре 1940
- Dublin, Thomas; Licht, Walter (2005). The Face of Decline: The Pennsylvania Anthracite Region in the Twentieth Century. Cornell University Press. ISBN 0801484731.
- Dubofsky, Melvyn; Van Tine, Warren R. (1986). John L. Lewis: A Biography. University of Illinois Press. ISBN 0252012879.
- Еллер, Роналд Д. Минерс, Миллхандс анд Моунтаинеерс: Индустриализатион оф Аппалацхиан Соутх, 1880-1930 1982.
- Fishback, Price V. (1986). „Did Coal Miners "Owe Their Souls to the Company Store"? Theory and Evidence from the Early 1900s”. The Journal of Economic History. 46 (4): 1011—1029. JSTOR 2121820. S2CID 132664735. doi:10.1017/S0022050700050695.
- Фисхбацк, Цена В. Мекани угаљ, тешки избори: економско благостање рудара битуменских угља, 1890-1930 Soft Coal, Hard Choices: The Economic Welfare of Bituminous Coal Miners, 1890-1930 by Price V. Fishback. 1992. Архивирано из оригинала 03. 11. 2011. г. Приступљено 11. 05. 2020..
- Фок, Маиер Б. Унитед Стојимо: Уједињени мински радници Америке 1890-1990. Међународна унија, Уједињени мински радници Америке, 1990.
- Гроссман, Јонатхан. "Штрајк угља из 1902. - прекретница у америчкој политици" Месечни преглед рада у октобру 1975. године
- Харвеи, Катхерине. Најбољи обучени рудари: Живот и рад у региону Мериленда, 1835-1910 . Cornell University Press, 1993.
- Хинрицхс, АФ. The United Mine Workers of America, and the Non-Union Coal Fields by A. F. Hinrichs. Архивирано из оригинала 15. 01. 2011. г. Приступљено 11. 05. 2020..  удружених минских радника и не-синдикална поља за угљен (1923)
- Лантз; Херман Р. Људи из Цоал Товн People of Coal Town. Архивирано из оригинала 03. 01. 2011. г. Приступљено 11. 05. 2020..
- Laslett, John H.M., ур. (1996). The United Mine Workers: A Model of Industrial Solidarity?. Penn State U.P.
- Левис, Роналд Л. Велсх Американци: Историја асимилације у поља  на Welsh Americans: A History of Assimilation in the Coalfields - 2008, Page III by Ronald L. Lewis. | Online Research Library: Questia. 2008. Архивирано из оригинала 02. 01. 2020. г. Приступљено 11. 05. 2020..
- Левис, Роналд Л. Рудари црног угља у Америци: сукоби расе, класе и заједнице . Университи Press из Кентуцкија, 1987.
- Лунт, Рицхард Д. Закон и ред против рудара: Западна Вирџинија, 1907-1933 Арцхон Боокс, 1979, О радним сукобима с почетка 20. века.
- David J. McDonald, Edward A. Lynch (1939). Coal and Unionism: A History of the American Coal Miners' Unions. Архивирано из оригинала 03. 11. 2011. г. Приступљено 11. 05. 2020..
- Фелан, Крег. Подељене лојалности: Вођа јавног и приватног живота рада Јохн Митцхелл (1994)
- Rössel, Jörg (2002). „Industrial Structure, Union Strategy, and Strike Activity in American Bituminous Coal Mining, 1881–1894”. Industrial Structure, Union Strategy and Strike Activity in Bituminous Coal Mining. 26 (1): 1—32. JSTOR 40267769.
- Селтзер, Цуртис. Пожар у рупи: Рудари и менаџери на америчком Универзитету за индустрију угља Универзитета Press у Кентуцкију, 1985, сукоб у индустрији угља до 1980-их.
- Троттер Јр., Јое Виллиам. Угаљ, класа и боја: Црнци у Југозападној Вирџинији, 1915-32 (1990)
- Америчка комисија за имиграцију, Извештај о имигрантима у индустрији, И део: Ископавање битуминозног угља, 2 вол. Документ Сената бр. 633, 61. конг., 2. сес. (1911)
- Валлаце, Антхони ФЦ Ст. Цлаир. Искуство града угља из деветнаестог века са индустријом склоном катастрофи . Knopf, 1981.
- Вард, Роберт Д. и Виллиам В. Рогерс, Лабуристички побуни у Алабами: Велики штрајк 1894. године, Labor Revolt in Alabama: The Great Strike of 1894 by Robert David Ward, William Warren Rogers. Архивирано из оригинала 13. 01. 2011. г. Приступљено 11. 05. 2020.. штрајк око угља
- Зиегер, Роберт Х. "Левис, Јохн Л." Америчка национална биографија на мрежи фебруар 2000.
- Зиегер, Роберт Х. Јохн Л. Левис: Лидер рада (1988), кратка биографија научника од 220 стр

### Остало
- Цалдерон, Роберто Р. Мексички рударски рад у Тексасу и Коахуили, 1880-1930 (2000) 294 стр.
- Франк, Давид. ЈБ МцЛацхлан: Биографија: Прича о легендарном вођи рада и Рудницима угља Цапе Бретон, (1999), у Канади
- Кулцзицки, Јохн Ј . Пољски савез рудара угља и њемачки раднички покрет у Рухру, 1902-1934: национална и социјална солидарност (1997); социјално конзервативни католички пољски рудари имали су висок ниво штрајкачке активности
- Кулцзицки, Јохн Ј . Страни радник и Немачки раднички покрет: ксенофобија и солидарност у Рударском угаљном пољу, 1871-1914 (1994)
- Marsden, Susan (2002). Coals to Newcastle: A History of Coal Loading at the Port of Newcastle, New South Wales 1797-1997. Bobby Graham. ISBN 0-9578961-9-0.. Аустралија
- Нимура Казуо, Андрев Гордон и Терри Боардман (1997). The Ashio Riot of 1907: A Social History of Mining in Japan. Duke University Press.